# Plastophora longa
Plastophora longa är en tvåvingeart som beskrevs av Borgmeier 1970. Plastophora longa ingår i släktet Plastophora och familjen puckelflugor.
Artens utbredningsområde är Costa Rica. Inga underarter finns listade i Catalogue of Life.